# アーノルド・ヴァン・ケッペル (初代アルベマール伯)
初代アルベマール伯アーノルド・ジョースト・ヴァン・ケッペル（英: Arnold Joost van Keppel, 1st Earl of Albemarle, KG, 1670年1月30日 - 1718年5月30日）は、イギリスの貴族・軍人。オランダ出身で、オランダ総督兼イングランド王ウィリアム3世の男色相手として寵愛され、立身出世を重ねてイングランド貴族の一員に選ばれた。

## 生涯
オランダ共和国のヘルダーラント州ズトフェンでヘルダーラント州の貴族オズワルド・ファン・ケッペルと妻アンナの息子として誕生・洗礼を受けた。魅力的な美少年で早くから小姓（ペイジ）としてウィレム3世（後のウィリアム3世）に仕え、16歳でウィレム3世の愛人となり、1688年の名誉革命でウィレム3世率いるイングランド遠征軍に加わりそのままイングランドに住むようになった。
イングランド王に即位したウィリアム3世からの寵愛は深まり褒賞を与えられ、1692年に王領地を与えられ1695年に寝室係侍従と王室衣装係に任命、1696年に新設のバリー子爵とアシュフォード男爵を授与、翌1697年にはアルベマール伯爵に叙爵された。同年にイングランド軍とオランダ軍両方の陸軍少将とスヘルトーヘンボスの総督に任じられ、1699年に近衛騎兵第1中隊隊長にも任じられいくつかの連隊を率いる立場に置かれた。それまでウィリアム3世の寵臣だったポートランド伯爵ウィリアム・ベンティンクは憤慨して所領に引き下がっている。
1700年にガーター勲章を受勲、アイルランドからも領地を与えられたが、イングランド議会から問題にされ帳消しとなり、代わりにウィリアム3世から5万ポンドを与えられている。また、議会はウィリアム3世の他の外国人への所領と爵位授与にも抗議して翌1701年に制定した王位継承法でウィリアム3世の王権が制限されることに繋がった。1702年2月にウィリアム3世が病気と落馬事故で伏せっていた時は対フランス戦準備のためオランダに送られていたが、イングランドへ帰国して臨終に立ち会い秘密書類の保管を委託された。3月8日にウィリアム3世が死去、遺言で20万ギルダーが送られ、オランダへ帰国した後はオランダ貴族としてオランダ議会に出席、オランダ軍の騎兵隊長に任じられた。
スペイン継承戦争ではイングランド軍総司令官のマールバラ公ジョン・チャーチルに従い1702年から1703年にかけてスペイン領ネーデルラントでフランス軍と交戦、1706年のラミイの戦い、1708年のアウデナールデの戦いとリール包囲戦に加わり、1710年から1711年にかけて北フランス戦線を戦い続け、1712年にイギリスとフランスが単独講和してマールバラ公の後任のイギリス軍司令官のオーモンド公ジェームズ・バトラーがイギリス軍を引き上げさせた後もプリンツ・オイゲンと共にフランス軍と戦ったが、ドゥナの戦いでヴィラール率いるフランス軍に敗れて捕虜となった。以後目立った活動がないまま1718年に48歳で死去、息子のウィリアム・ヴァン・ケッペルがアルベマール伯位を継いだ。子孫はイギリス貴族として存続、第7代アルベマール伯ウィリアム・ケッペルの息子ジョージ・ケッペルの妻アリス・ケッペルはエドワード7世の愛人となり、アリスの曾孫に当たるカミラはチャールズ3世の王妃になっている。